# Liste der Monuments historiques in Saint-Germain (Meurthe-et-Moselle)
Die Liste der Monuments historiques in Saint-Germain führt die Monuments historiques in der französischen Gemeinde Saint-Germain auf.

## Liste der Objekte
| Bezeichnung                | Beschreibung                                         | Standort                        | Kennzeichnung | Schutzstatus | Datum | Bild |
| -------------------------- | ---------------------------------------------------- | ------------------------------- | ------------- | ------------ | ----- | ---- |
| Skulptur Heiliger Germanus | Stein, farbig gefasst, 18. Jahrhundert               | in der Kirche St-Germain (Lage) | PM54001859    | Inscrit      | 1995  |      |
| Altarfront                 | Holz, farbig gefasst und vergoldet, 18. Jahrhundert  | in der Kirche St-Germain (Lage) | PM54001860    | Inscrit      | 1995  |      |
| Kelch und Patene           | Silber, vergoldet, nach 1771                         | in der Kirche St-Germain (Lage) | PM54000814    | Classé       | 1983  |      |
| Pietà                      | Stein, farbig gefasst und vergoldet, 16. Jahrhundert | in der Kirche St-Germain (Lage) | PM54001861    | Inscrit      | 1995  |      |
| Kruzifix                   | Holz, farbig gefasst, 17. Jahrhundert                | in der Kirche St-Germain (Lage) | PM54001858    | Inscrit      | 1995  |      |
| Gemälde Heilige Familie    | Ölfarbe auf Leinwand, Holzrahmen, um 1800            | in der Kirche St-Germain (Lage) | PM54001862    | Inscrit      | 1995  |      |
| Wandvertäfelung            | Holz, 18. Jahrhundert                                | in der Kirche St-Germain (Lage) | PM54001863    | Inscrit      | 1995  |      |